# Raul Rego
Raul da Assunção Pimenta Rego GCSE • GOL (Morais, Macedo de Cavaleiros, 15 de Abril de 1913 – Lisboa, 1 de Fevereiro de 2002) foi um jornalista e político português.

## Biografia
Filho de Manuel José Rego, natural de Vimioso (freguesia de Algoso), e de sua mulher Vitória da Purificação Pimenta, natural da freguesia de Morais, onde nasceu Raul Rego. De 1924 a 1936 frequentou o Seminário das Missões do Espírito Santo, em Viana do Castelo, tendo concluído o curso de Teologia. Acabou, no entanto, por abandonar a carreira eclesiástica. Foi professor do Colégio Moderno.
Foi membro do Movimento de Unidade Democrática, o que o levou à prisão em 1945. 
A 17 de dezembro de 1949, casou na igreja paroquial de São Mamede, em Lisboa, com Maria Antonieta Ferreira Pedrosa (Benavente, Benavente, c. 1928), doméstica, filha de Domingos Ferreira Pedrosa e de Maria José Pimentel, também naturais de Benavente. Foram padrinhos de casamento o seu colega no Colégio Moderno, Álvaro Salema, e a mulher deste, Elisa de Sousa Rio.
Dirigiu os serviços de imprensa das candidaturas presidenciais dos generais Norton de Matos (1949) e Humberto Delgado (1958). Foi também preso em 1961, em 1965 e 1968 pelo «exercício de actividades contra a segurança do Estado», segundo a sua ficha na PIDE.
Enquanto jornalista, colaborou na Seara Nova, no Jornal do Comércio, no Diário de Lisboa e no República, do qual se tornaria director em 1971. Após o encerramento deste em 1976 fundou A Luta.
Quando se dá o golpe de Estado do 25 de Abril de 1974 era um destacado maçon, activo de loja Liberdade do Grande Oriente Lusitano, que logo exerce influencia no Movimento das Forças Armadas (MFA) na política nacional. Mais tarde se torna seu Grão-Mestre, do GOL, de 1988 a 1990..
Nesse mesmo ano de 1974 tornou-se ministro da Comunicação Social do primeiro Governo Provisório. De 1975 a 1999 foi deputado pelo Partido Socialista, primeiro da Assembleia Constituinte e depois na Assembleia da República da I (1976) à VII (1999) legislatura.
Raul Rego foi o primeiro Presidente da Assembleia Municipal de Lisboa, eleito nas listas do PS, realizadas em 12 de dezembro de 1976.

## Obras
- Horizontes fechados: Páginas de Política. Lisboa: Editorial Inquérito, 1969.
- Diário Político. Lisboa: Edição de Autor, 1969.
- O Caso do Bispo do Porto. Lisboa: Editorial República, 1973.
- Diário Político. Lisboa: Arcádia, 1974.
- Violência inútil. Lisboa: Dom Quixote, 1975.
- O Último Regimento e o Regimento da Economia da Inquisição de Goa. Lisboa: Biblioteca Nacional, 1983.
- História da República. Lisboa: Círculo de Leitores, 1986–88.
- Para um Diálogo com o Senhor Cardeal Patriarca. Lisboa: Europress, 1989.
- O Processo de Damião Goes na Inquisição. Lisboa: Assírio & Alvim, 2007.

## Homenagens
Em 1976, o Congresso da Federação Internacional dos Editores de Jornais distinguiu-o com a Pena de Ouro da Liberdade.
Foi agraciado com o grau de Grande-Oficial da Ordem da Liberdade, a 30 de junho de 1980, e com a Grã-Cruz da Ordem Militar de Sant'Iago da Espada a 2 de outubro de 1998.
No dia 15 de abril de 2013 foi homenageado na Biblioteca Nacional de Portugal pelo centenário do seu nascimento.
A Câmara Municipal de Lisboa prestou-lhe a sua homenagem ao atribuir o seu nome a uma rua na freguesia da Charneca, no Alto do Lumiar, cuja inauguração se fez no dia 3 de maio de 2005, Dia Mundial da Liberdade de Imprensa.